# Liste der Gouverneure und Generalgouverneure von Trinidad und Tobago
Liste der Gouverneure von Trinidad und Tobago (1889–1962):
| Name                                 | Personendaten    | Amtszeit                           |
| ------------------------------------ | ---------------- | ---------------------------------- |
| Sir William Robinson                 | (* 1836, † 1912) | 1. Januar 1889 – 1891              |
| Sir Frederick Napier Broome          | (* 1842, † 1896) | 19. August 1891 – 1897             |
| Sir Hubert Jerningham                | (* 1842, † 1914) | 1. Januar 1899 – 4. Dezember 1900  |
| Sir Cornelius Alfred Moloney         | (* 1848, † 1913) | 4. Dezember 1900 – 30. August 1904 |
| Sir Henry Moore Jackson              | (* 1849, † 1908) | 30. August 1904 – 29. August 1908  |
| Sir George Ruthven Le Hunte          | (* 1852, † 1925) | 11. Mai 1909 – 1916                |
| Sir John Chancellor                  | (* 1870, † 1952) | 1916 – 1921                        |
| Sir Samuel Herbert Wilson            | (* 1873, † 1950) | 1. Januar 1922 – 1924              |
| Sir Horace Archer Byatt              | (* 1875, † 1933) | 24. November 1924 – 1930           |
| Sir Alfred Claud Hollis              | (* 1874, † 1961) | 1930 – 1936                        |
| Sir Arthur George Murchison Fletcher | (* 1878, † 1954) | 1936 – 1938                        |
| Sir Hubert Winthrop Young            | (* 1885, † 1950) | 1938 – 1942                        |
| Sir Bede Edmund Hugh Clifford        | (* 1890, † 1969) | 1942 – 1947                        |
| Sir John Valentine Wistar Shaw       | (* 1894, † 1982) | 1947 – 1950                        |
| Sir Hubert Elvin Rance               | (* 1898, † 1974) | 1950 – 1955                        |
| Sir Edward Betham Beetham            | (* 1905, † 1979) | 1955 – 16. Juli 1960               |
| Sir Solomon Hochoy                   | (* 1905, † 1983) | 16. Juli 1960 – 31. August 1962    |

Flagge des Gouverneurs von Trinidad und Tobago (1889–1958)

Flagge des Gouverneurs von Trinidad und Tobago (1958–1962)

Liste der Generalgouverneure von Trinidad und Tobago (1962–1976):

Flagge des Generalgouverneurs von Trinidad und Tobago

| Name               | Personendaten    | Amtszeit                             |
| ------------------ | ---------------- | ------------------------------------ |
| Sir Solomon Hochoy | s. o.            | 31. August 1962 – 15. September 1972 |
| Sir Ellis Clarke   | (* 1917, † 2010) | 15. September 1972 – 1. August 1976  |